# Бланско
Бла́нско (чеськ. Blansko, нім. Blanz) — місто в Чехії в історичному регіоні Моравія, 20 км на північ від міста Брно. Місто лежить на річці Світава. Центр округу Бланско Південноморавського краю з населенням 20,6 тисячі жителів.

## Історія
Бланско було перше згадано в 1136 році.

## Населення
Населення міста Бланско:
| кількість | 1869 | 1890 | 1910 | 1921 | 1930 | 1950 | 1961  | 1970  | 1980  | 1991  | 2001  | 2011  |
| --------- | ---- | ---- | ---- | ---- | ---- | ---- | ----- | ----- | ----- | ----- | ----- | ----- |
| жителів   | 5002 | 5545 | 7562 | 7544 | 8496 | 8883 | 12673 | 14903 | 18912 | 20783 | 20594 | 20629 |
| будинків  | 583  | 641  | 1024 | 1142 | 1521 | 1923 | 1966  | 2106  | 2336  | 2560  | 2804  | 3081  |